# Curtis Lazar
Curtis Lazar, född 2 februari 1995 i Salmon Arm, är en kanadensisk professionell ishockeyspelare som spelar för Vancouver Canucks i NHL.
Han har tidigare spelat på NHL-nivå för Boston Bruins, Buffalo Sabres, Calgary Flames och Ottawa Senators och på lägre nivåer för Stockton Heat och Binghamton Senators i AHL samt Edmonton Oil Kings i WHL.

## Klubblagskarriär

### NHL

#### Ottawa Senators
Han draftades i första rundan i 2013 års draft av Ottawa Senators som 17:e spelare totalt.

#### Calgary Flames
Den 1 mars 2017 tradades han till Calgary Flames tillsammans med Mike Kostka, i utbyte mot Jyrki Jokipakka och ett val i andra rundan i NHL-draften 2017 (Alex Formenton).

#### Buffalo Sabres
Han skrev som free agent på ett ettårskontrakt värt 700 000 dollar med Buffalo Sabres den 1 juli 2019.

#### Boston Bruins
Den 11 april 2021 tradades han tillsammans med Taylor Hall till Boston Bruins i utbyte mot Anders Bjork och ett draftval i andra rundan 2021.

## Statistik
| 2009–2010  | Pursuit of Excellence Bantam A1-T1 | OMAHA      | 51  | 57 | 58 | 115 | —   | —  | —  | —  | —  | —  |
| 2010–2011  | Okanagan Hockey Academy White      | OMAHA      | 45  | 26 | 32 | 58  | 71  | —  | —  | —  | —  | —  |
|            | Okanagan Hockey Academy Red Prep   | CSSHL      | 6   | 4  | 5  | 9   | 4   | 1  | 0  | 0  | 0  | 0  |
|            | Edmonton Oil Kings                 | WHL        | 6   | 0  | 1  | 1   | 0   | 4  | 1  | 0  | 1  | 0  |
| 2011–2012  | Edmonton Oil Kings                 | WHL        | 63  | 20 | 11 | 31  | 56  | 20 | 8  | 11 | 19 | 4  |
| 2012–2013  | Edmonton Oil Kings                 | WHL        | 72  | 38 | 23 | 61  | 47  | 22 | 9  | 2  | 11 | 20 |
| 2013–2014  | Edmonton Oil Kings                 | WHL        | 58  | 41 | 35 | 76  | 30  | 21 | 10 | 12 | 22 | 12 |
| 2014–2015  | Ottawa Senators                    | NHL        | 67  | 6  | 9  | 15  | 14  | 6  | 0  | 0  | 0  | 2  |
| 2015–2016  | Ottawa Senators                    | NHL        | 76  | 6  | 14 | 20  | 18  | —  | —  | —  | —  | —  |
| 2016–2017  | Ottawa Senators                    | NHL        | 33  | 0  | 1  | 1   | 4   | —  | —  | —  | —  | —  |
|            | Binghamton Senators                | AHL        | 13  | 3  | 1  | 4   | 8   | —  | —  | —  | —  | —  |
|            | Calgary Flames                     | NHL        | 4   | 1  | 2  | 3   | 0   | 1  | 0  | 0  | 0  | 0  |
| 2017–2018  | Calgary Flames                     | NHL        | 65  | 2  | 10 | 12  | 23  | —  | —  | —  | —  | —  |
| 2018–2019  | Calgary Flames                     | NHL        | 1   | 0  | 0  | 0   | 0   | —  | —  | —  | —  | —  |
|            | Stockton Heat                      | AHL        | 57  | 20 | 21 | 41  | 47  | —  | —  | —  | —  | —  |
| NHL totalt | NHL totalt                         | NHL totalt | 246 | 15 | 36 | 51  | 59  | 7  | 0  | 0  | 0  | 2  |
| WHL totalt | WHL totalt                         | WHL totalt | 199 | 99 | 70 | 169 | 133 | 67 | 28 | 25 | 53 | 36 |